# Гимназија Прибој
Гимназија Прибој је средња школа у Прибоју. Налази се у улици Немањиној 37. Основана је 1964. године.

## Историјат
Школа је почела са радом септембра 1964. године са једним одељењем природно-математичког смера као истурено одељење Гимназије „Проф. Бранко Радичевић” у Пријепољу. Као самостална школа кренула је са радом септембра 1970. године. У време усмереног образовања радила је као четворогодишња школа у саставу Образовног центра „Вељко Влаховић” Прибој, а од 1986. године као средња школа „Младост” Прибој. Последње решење о испуњености прописаних услова на неодређено време Гимназија Прибој добила је 14. фебруара 1994. године као гимназија која образује ученике друштвено-језичког и природно-математичког смера.

## Школа данас
Школа поседује фискултурну салу са свлачионицама, библиотеку са читаоницом, кабинете за све предмете и свечану салу. Укупан број ученика је 182. Настава се изводи на српском језику, а од страних језика изучавају се енглески, немачки и француски. У оквиру школске зграде налази се и градска библиотека и читаоница са посебним улазом.